# Балкан (село)
Вижте пояснителната страница за други значения на Балкан.
Село Балкан (област Хасково) се намира в Централна-Южна България и е част от община Стамболово. То е разположено между градовете Хасково и Кърджали. Само на около 20 км от селото се намира свещения град Перперикон.
В близост до селото се намира язовир, който е подходящ за риболов. Любителите риболовци могат да се насладят на риболов на Бял Амур и толстолоб, отвъждани тук. Най-голямата река в Родопите – Арда, е на около 30 км.
Основен поминък за местните хора е отглеждането на тютюн.
Забележителната природа и спокойствието на язовира предлагат перфектни условия за селска почивка. Красивите къщи, пръснати около язовира и гостоприемството на местните хора, допълват приятната атмосфера на село Балкан.

## Религии
Ислям